# Campylium pseudochrysophyllum
Campylium pseudochrysophyllum là một loài Rêu trong họ Amblystegiaceae. Loài này được (Warnst.) Reimers mô tả khoa học đầu tiên năm 1931.